# Kipti, Kozeleț
Kipti (în ucraineană Кіпті) este o comună în raionul Kozeleț, regiunea Cernihiv, Ucraina, formată numai din satul de reședință.

## Demografie
Componența lingvistică a comunei Kipti
     Ucraineană (98,46%)
     Rusă (1,4%)
     Alte limbi (0,14%)
Conform recensământului din 2001, majoritatea populației comunei Kipti era vorbitoare de ucraineană (98,46%), existând în minoritate și vorbitori de rusă (1,4%).